# Nienwalde
Nienwalde ist ein Ortsteil von Gartow in Niedersachsen und hat etwa 300 Einwohner.

## Geografie
Nienwalde befindet sich im Landkreis Lüchow-Dannenberg an der Grenze zu Sachsen-Anhalt. Das Dorf ist durch die K 34 mit dem Hauptort Gartow verbunden, ferner führt ein Verbindungsweg nach Bömenzien.
Die Nachbarorte sind Elbholz im Norden, Sonnenhof, Holtorf, Schnackenburg, Kapern, Gummern und Stresow im Nordosten, Klein Wanzer im Osten, Wanzer, Aulosen, Bömenzien, Drösede und Gollensdorf im Südosten, Wirl und Prezelle Siedlung im Südwesten, Rucksmoor im Westen, sowie Falkenmoor, Buchhorst, Gartow und Quarnstedt im Nordwesten.

## Geschichte

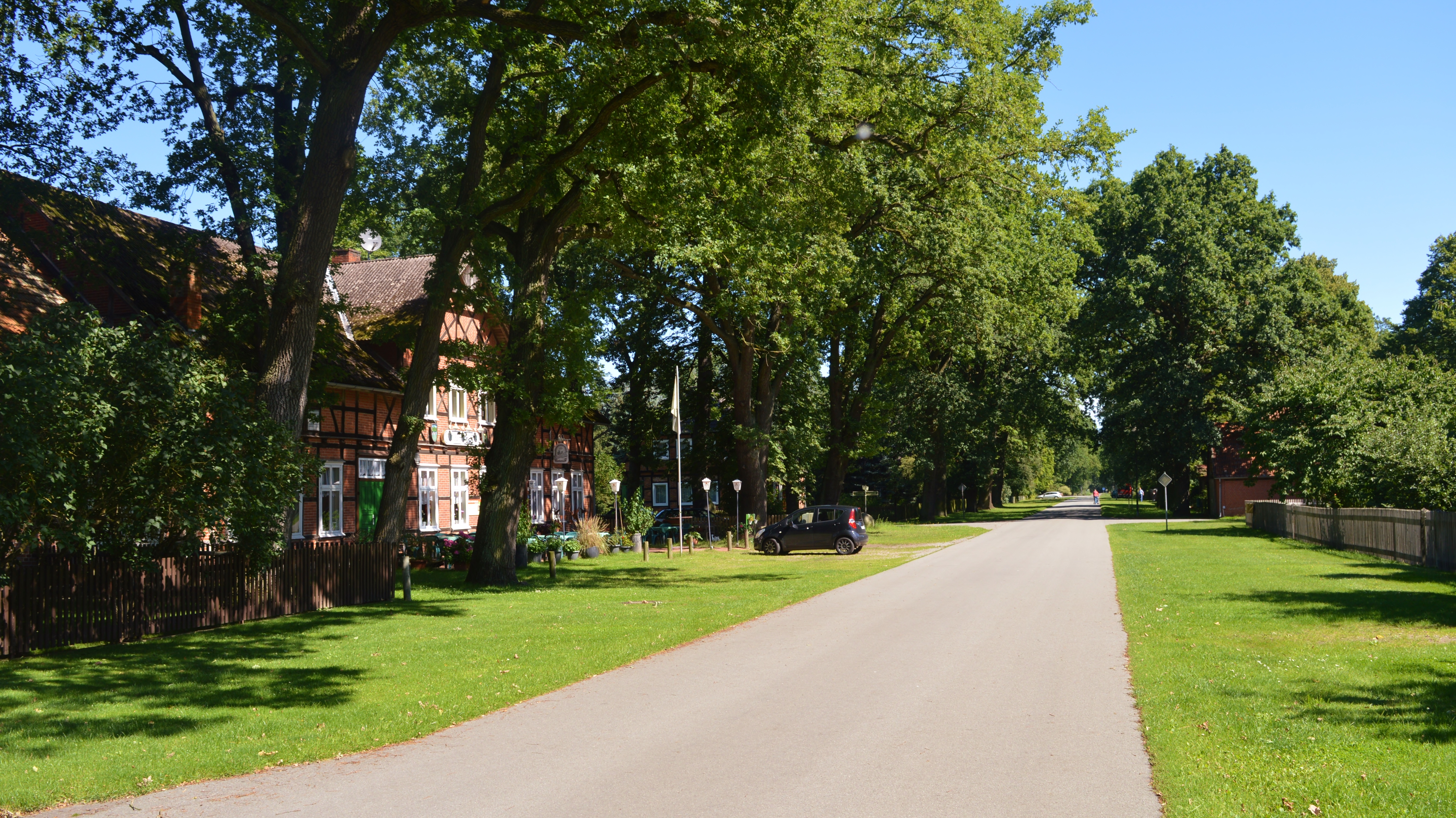
Nienwalde Dorfmitte

Im Jahre 1360 wurde Nienwalde als Nygendorp zum ersten Mal urkundlich erwähnt. Nachdem 1690 Nygendorp an das Kurfürstentum Hannover gefallen war, wurde es in Niendorf umbenannt. Am 24. Mai 1836 vernichtete ein Brand 20 Häuser im Bereich der heutigen alten Höfe. Nach nur sieben Wochen wurde das Dorf einige hundert Meter weiter südlich auf einer leichten Anhöhe in vier von Straßen umgebenen Rechtecken neu errichtet. In den Rechtecken befanden sich jeweils sechs Höfe. Um weitere Brände zu verhindern, wurde zwischen den Höfen Eichen gepflanzt.
Außerdem wurde Niendorf bedingt durch die Nähe zur Elbe häufig überschwemmt. Im Jahr 1936 wurde die mittlerweile Niendorf bei Gartow genannte Gemeinde in Nienwalde umbenannt. Das Dorf lag nur einen Kilometer entfernt von der ehemaligen Grenze zur Deutschen Demokratischen Republik. 1977 wurde zum weiteren Hochwasserschutz ein Deich von Gartow bis zur Landesgrenze gebaut. 
Am 1. Juli 1972 wurde Nienwalde in den Flecken Gartow eingegliedert.

## Natur

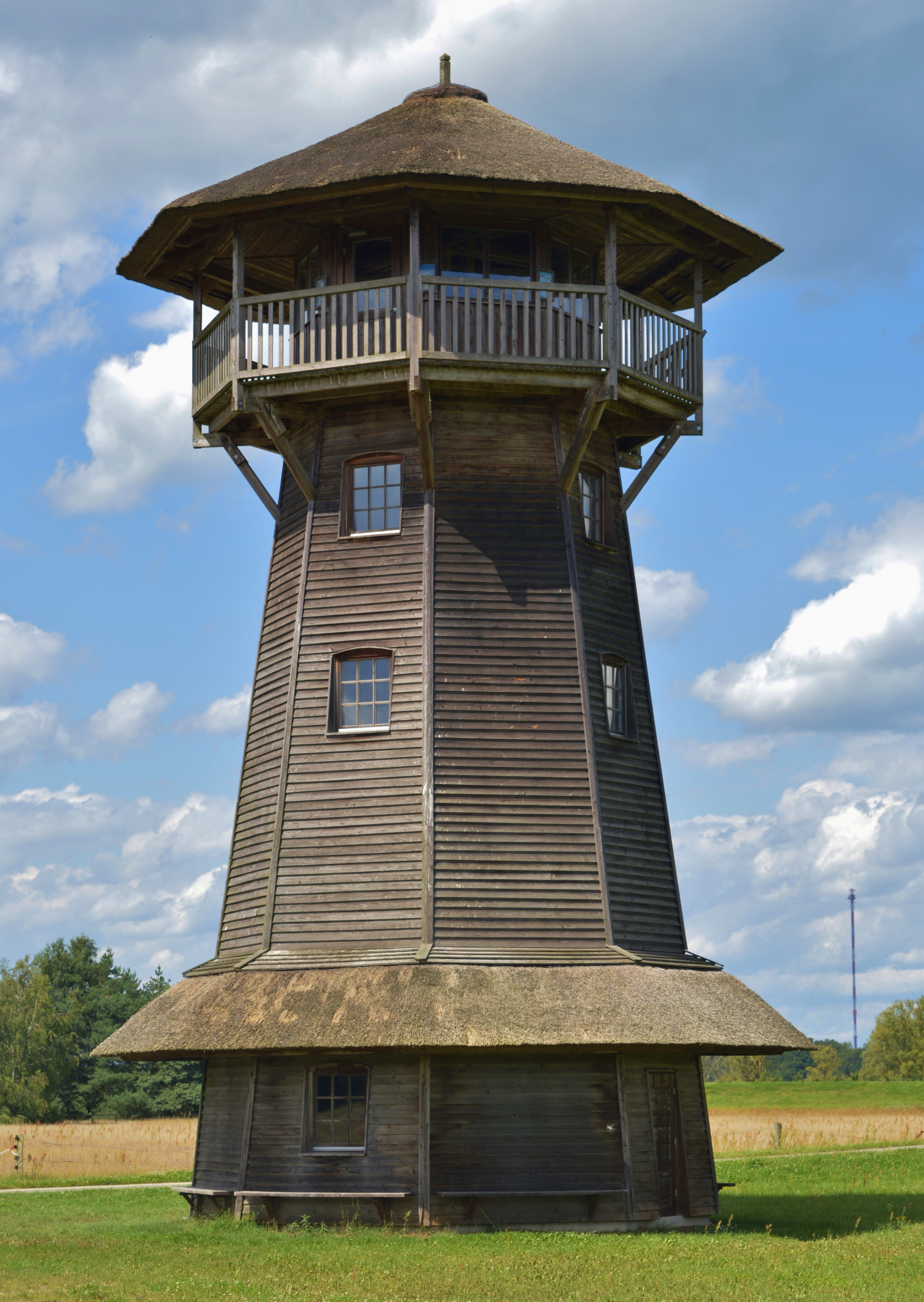
Klaus-Bahlsen-Turm Nienwalde

Im Naturschutzgebiet Obere Seegeniederung steht der 2007 eröffnete, 15 m hohe Aussichtsturm Klaus-Bahlsen-Turm, der unter anderem zur Beobachtung von Seeadlern dient. Außerdem gibt es in der Nähe des Dorfes einen Biberbeobachtungsweg. Auch der Naturerlebnispfad „Grünes Band“ führt durch den Ort. Südlich erstreckt sich ein großer Kiefernwald, die Gartower Tannen, welche ein gemeindefreies Gebiet bilden.